# Tony Jarrett
Anthony Alexander Jarrett (* 13. srpna 1968, Enfield, Londýn) je bývalý britský atlet, který se věnoval krátkým překážkovým běhům.
V roce 1987 se stal v Birminghamu juniorským mistrem Evropy. Ve sbírce má též dvě stříbrné a jednu zlatou medaili z her Commonwealthu.

## Letní olympijské hry
Čtyřikrát reprezentoval na letních olympijských hrách, získat medaili se mu však nepodařilo. V Soulu 1988 skončil ve finále na šestém místě. Vítězem se stal Američan Roger Kingdom v čase 12,98, který triumfoval již na olympiádě v Los Angeles 1984. O čtyři roky později v Barceloně byl zisku medaile nejblíže, když cílem proběhl ve stejném čase jako Američan Jack Pierce. Cílová fotografie však bronzovou medaili přiřknula americkému překážkáři. Také ve štafetovém běhu na 4 × 100 metrů neuspěl, když britské kvarteto, za které finišoval Linford Christie doběhlo na čtvrtém místě, se ztrátou osmi setin na třetí Kubánce. V Atlantě 1996 a v Sydney 2000 byl shodně ve čtvrtfinále respektive v rozběhu diskvalifikován.
| Olympijské hry | Místo konání         | Umístění | Výkon | Disciplína |
| -------------- | -------------------- | -------- | ----- | ---------- |
| LOH 1988       | Soul, Jižní Korea    | 6.       | 13,54 | 110 m př.  |
| LOH 1992       | Barcelona, Španělsko | 4.       | 13,26 | 110 m př.  |
| LOH 1992       | Barcelona, Španělsko | 4.       | 38,08 | 4 × 100 m  |
| LOH 1996       | Atlanta, USA         | DSQ      | -     | 110 m př.  |
| LOH 1996       | Atlanta, USA         | DNF      | -     | 4 × 100 m  |
| LOH 2000       | Sydney, Austrálie    | DSQ      | -     | 110 m př.  |

## Osobní rekordy
- 60 m přek. (hala) - (7,42, 19. února 1995, Liévin)
- 110 m přek. (dráha) - (13,00, 20. srpen 1993, Stuttgart)